# Partit Comunista de Dinamarca
Partit Comunista de Dinamarca (danès Danmarks Kommunistiske Parti, DKP) fou un partit polític comunista danès fundat el 1919 com a Venstresocialistiske Parti (Partit Socialista d'Esquerra) com a escissió del Partit Socialdemòcrata Danès, i que el 1920 adoptà el nom actual. Entre 1991 i 2003 va assumir un lideratge col·lectiu.
Quan el Tercer Reich ocupà Dinamarca el 1941 fou prohibit i els seus membres perseguits, de manera que jugà un rol important en l'organització de resistència BOPA. Entre 1940 i 1991 va publicar diari Land og Folk i disposava de l'ala juvenil Dansmark Kommunistiske Ungdom. Durant els anys seixanta potser tenia uns 5.000 militants.
El 1989 es va aliar amb els Venstresocialisterne i Socialistisk Arbeidsparti per a formar l'Aliança Roja-Verda, que es presentà ja a les eleccions legislatives daneses de 1994 com a llista unida.

## Líders del partit
- Aksel Larsen (1932-1958)
- Knud Jespersen (1958-1977)
- Jørgen Jensen (1977-1987)
- Ole Sohn (1987-1991)

## Membres del partit
- Martin Andersen-Nexø
- Ruth Berlau
- Herluf Bidstrup
- Jens-Peter Bonde